# تولي (أرومية)
تولي هي قرية في مقاطعة أرومية، إيران. عدد سكان هذه القرية هو 621 في سنة 2006.